# Trafic sexuel par Internet
Pour des articles plus généraux, voir Trafic sexuel et Cybercrime.
Le trafic sexuel par Internet, exploitation sexuelle en ligne,,,, tourisme sexuel par webcam ou trafic de cybersexe est un cybercrime comprenant une traite à des fins d'exploitation sexuelle et la diffusion en direct via des webcams d'exhibitions, d'actes sexuels imposés ou de viols, pouvant dégénérer en tortures et actes de barbarie allant jusqu'à la mort.
L'exploitation sexuelle en ligne est distincte des autres crimes sexuels. En dehors des cas de sextorsion, les victimes sont amenées par les trafiquants dans ce qui est appelé en anglais des « antres de cybersexe » ou salles de streaming, et qui sont n'importe quel lieu doté d'au moins une webcam et d'appareils connectés à Internet avec un logiciel de diffusion en direct. Là, les victimes sont forcées d'accomplir des actes sexuels sur elles-mêmes ou sur d'autres personnes dans le cadre d'un esclavage sexuel, ou bien elles sont violées par les trafiquants ou des agresseurs commandités dans des diffusions en direct. Les victimes reçoivent fréquemment l'ordre de regarder sur des écrans partagés les consommateurs ou acheteurs distants lorsqu'ils payent en direct, et sont contraintes d'obéir à leurs demandes. Il s'agit souvent d'une forme  de prostitution forcée commercialisée en ligne. Les femmes, les enfants et les personnes en situation de pauvreté sont particulièrement vulnérables, aux rapports sexuels forcés sur Internet. Les images produites pendant le crime peuvent relever du viol pornographique, ou de pédopornographie,, filmé et diffusé en temps réel ; elles sont susceptibles d'être enregistrées.
Il n'y a pas de données exhaustives sur l'ampleur de l'exploitation sexuelle en ligne dans le monde,,. La technologie permettant de détecter tous les cas de diffusion de crimes en direct sur internet n'a pas encore été développée et celles existantes ne sont pas toujours utilisées par les fournisseurs d'accès en ligne. Pour les seules Philippines, le chiffre d'affaires est estimé à plus d'un milliard de dollars. Ce trafic illicite qui a vu le jour avec l'ère numérique est lié à la mondialisation. Basé en premier lieu sur la pauvreté, il est né de l'expansion mondiale des télécommunications et de la prolifération mondiale d'Internet et des smartphones,,, en particulier dans les pays en développement . Il a également été facilité par l'utilisation de logiciels, de systèmes de communication cryptés et de technologies de réseau en constante évolution, ainsi que par la croissance des systèmes internationaux de paiement en ligne avec des services de virement bancaire,, et des crypto -monnaies qui cachent l'identité des auteurs des transactions,,. Il a été favorisé par les périodes de confinement liées à la pandémie de covid-19.
La nature transnationale et l'échelle mondiale du trafic de cybersexe nécessitent une réponse unie des nations, des entreprises et des organisations du monde pour réduire les cas de crime, protéger, secourir et réhabiliter les victimes ; et arrêter et poursuivre les auteurs. Certains gouvernements ont lancé des campagnes  médiatiques de plaidoyer axées sur la sensibilisation au crime. Ils ont également mis en place des séminaires de formation organisés pour apprendre aux forces de l'ordre, aux procureurs et aux autres autorités, ainsi qu'aux travailleurs des ONG, à lutter contre le crime et à fournir un service de suivi adapté aux traumatismes. Une nouvelle législation contre le trafic de cybersexe en ligne est considérée comme nécessaire au XXIe siècle.

## Terminologie
La traite sexuelle est la traite des êtres humains à des fins d'exploitation sexuelle, y compris l'esclavage sexuel. En français, on parle alternativement de traite, trafic ou exploitation sexuelle en ligne (ou par/sur internet), avec la même signification. Les victimes de la traite du cybersexe sont  ou conduites dans des « tanières du cybersexe », ou plus simplement salles de streaming, qui sont des pièces ou des lieux dotés d'une webcam. Cette forme de cybercriminalité implique également la diffusion en temps réel d'images des corps des victimes et des agressions sexuelles via un ordinateur équipé d'une webcam vers d'autres ordinateurs connectés à Internet,, Elle se produit donc en partie dans le monde physique ou réel, car l'agression sexuelle est réelle, et en partie dans le cyberespace.
Certains spécialistes considèrent l'exploitation sexuelle en ligne de prostitués d'un pays étranger comme une forme de tourisme sexuel, bien qu'il n'y ait pas de déplacement physique de l'agresseur.

## Victimes
Les victimes, majoritairement des femmes,, et des enfants, sont recrutées par enlèvement, sous la menace ou la tromperie,. D'autres sont droguées. Elles peuvent être retenues captives et enfermées dans des pièces aveugles ou aux fenêtres masquées équipées de webcams Elles vivent des traumatismes physiques et psychologiques,, Un viol collectif a eu lieu sur webcam, Certaines sont contraintes à l'inceste. Des victimes ont été privées de nourriture, de sommeil, d'autres ont été forcées de se produire alors qu'elles étaient malades. Certaines ont contracté des maladies, dont la tuberculose, pendant leur captivité Un certain nombre sont agressées, ou torturées, .
Les victimes peuvent être exploitées partout où les trafiquants de cybersexe disposent d'un ordinateur, d'une tablette ou d'un téléphone avec connexion Internet. Ces lieux, communément appelés « tanières du cybersexe »,, peuvent se trouver dans des maisons, des hôtels, des bureaux, des cybercafés et d'autres entreprises, ce qui les rend extrêmement difficiles, voire impossibles à identifier pour les forces de l'ordre. Le nombre de victimes du trafic cybersexe est inconnu,. Certaines victimes sont simultanément contraintes de se prostituer dans une maison close ou ailleurs.
Lors d'une recherche menée aux Philippines — pays le plus touché — sur les seuls enfants victimes de trafic de cybersexe, à partir de 2000 captures vidéo ou photo de scènes en streaming entre août et octobre 2017, la Internet Watch Foundation a établi que 98 % des victimes avaient moins de 13 ans, 28 % moins de 10 ans, et que dans 40 % des cas il s'agissait d'abus graves incluant viols ou tortures.
Certaines victimes ne sont pas physiquement conduites dans des salles et retenues captives, mais sont  plutôt victimes de sextorsion en ligne. Elles sont menacées, soumis à un chantage par webcam, ou intimidés jusqu'à ce qu'elles acceptent de se filmer pendant qu'elles commettent des actes sexuels en ligne,. Des victimes ont été contraintes de s'auto-pénétrer, dans ce qu'on a appelé le « viol à distance ». D'autres sont victimes d'abus de confiance, y compris par des partenaires se prétendant amoureux mais étant en réalité des distributeurs de films de viol ou de pédopornographie, pour se filmer en train de se masturber. Les vidéos sont diffusées en direct aux acheteurs ou enregistrées pour une vente ultérieure.
Les personnes marginalisées par la pauvreté, les conflits, l'exclusion sociale, la discrimination ou d'autres désavantages sociaux courent un risque accru d'être victimes de ce type de crime. Le trafic sexuel sur internet ou la diffusion non consensuelle de contenu sexuel impliquant des femmes et des filles, souvent obtenu sous la menace, ont été qualifiés de « violence de genre numérique » ou de «violence fondée sur le sexe en ligne ».
Des victimes, bien qu'ayant agi sous la contrainte, continuent d'être criminalisées et poursuivies dans certaines juridictions.
La forte baisse des coûts techniques a conduit à un coût d'acquisition des victimes d'esclavage en forte baisse. Il serait de 90 $ de nos jours, contre  40 000 $ il y a 200 ans.

## Auteurs
Les trafiquants transportent les victimes vers des lieux équipés de webcams et de logiciels de diffusion en direct. Ils commettent eux-mêmes les agressions ou crimes sexuels ou aident des tiers à le faire, agressions qui sont filmées pour produire de la pornographie de viol en temps réel ou du matériel pédopornographique qui peut ou non être enregistré. Le public en ligne ou les consommateurs, qui viennent souvent d'un autre pays, peuvent donner des ordres aux victimes ou aux violeurs et payer pour ces actes. Les auteurs, hommes et femmes,,, opérant derrière une barrière virtuelle et souvent dans l'anonymat, viennent de pays du monde entier,, et de toutes les classes sociales et économiques. Certains trafiquants et agresseurs sont des membres de la famille, des amis et des connaissances de la victime,,. Les trafiquants peuvent faire partie ou être aidés par des organisations criminelles internationales, des gangs locaux ou de petits réseaux criminels mais peuvent aussi être des personnes isolées. Ils opèrent dans la clandestinité et manquent parfois de structures coordonnées qui peuvent être éradiquées par les autorités La majorité des acheteurs ou consommateurs sont des hommes,. L'impunité est un problème. La nature cryptée de la technologie moderne rend difficile le repérage des auteurs. Ils sont motivés par la cupidité ou la gratification sexuelle. Les trafiquants font de la publicité pour les enfants sur Internet afin d'attirer des acheteurs. Les fonds acquis par les trafiquants du cybersexe peuvent être blanchis.
Les prédateurs étrangers recherchent et paient pour des services de streaming en direct ou sur commande qui exploitent sexuellement des enfants,, Ils se livrent à des menaces pour gagner la confiance des trafiquants locaux, souvent les parents ou les voisins des victimes, avant que l'abus ne se produise.

## Plateformes Internet

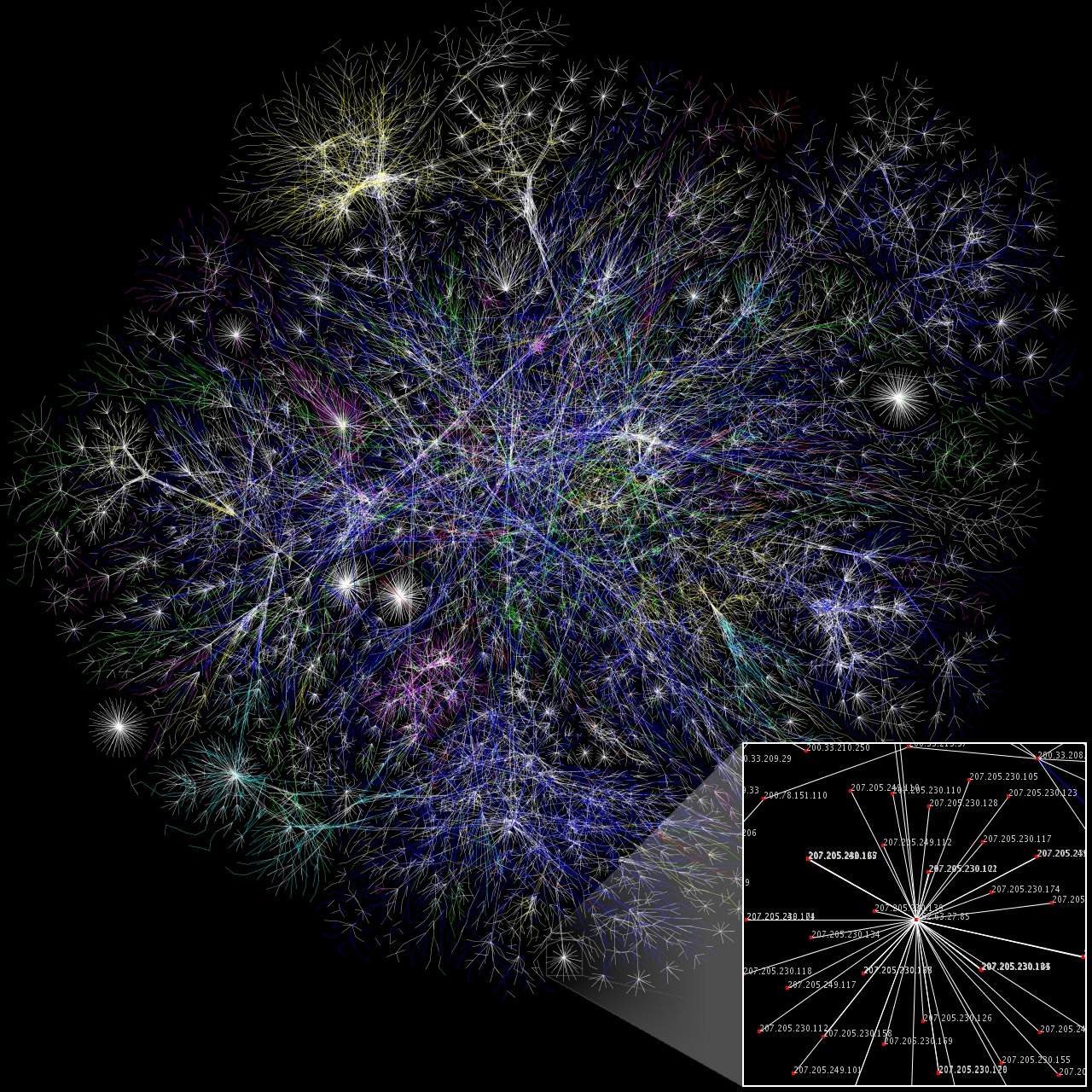
Le trafic sexuel en ligne est un cybercrime mené en partie au moyen d'ordinateurs et d'Internet. Les trafiquants conduisent les victimes dans des « tanières de cybersexe » et utilisent des webcams pour diffuser des agressions sexuelles en temps réel via un ordinateur sur Internet pour des acheteurs distants à travers le monde.

Le trafic du cybersexe est en partie un crime basé sur Internet. Les auteurs utilisent les réseaux sociaux, les vidéoconférences, les pages de rencontres, les salons de discussion en ligne, les applications mobiles, le dark web, et d'autres pages et domaines. Ils utilisent également Telegram et d'autres services de messagerie instantanée basés sur le cloud et de voix sur IP, ainsi que des plates-formes peer-to-peer (P2P), des réseaux privés virtuels (VPN), et des protocoles Tor et logiciels, entre autres applications, pour effectuer des activités de manière anonyme.
Le paiement des prestations aux trafiquants ou intermédiaires, qui sont parfois des membres de la famille de la victime, se fait grâce à Western Union, PayPal ou d'autres systèmes de paiement électronique.

### Dark web
Le trafic de cybersexe se produit couramment sur certains sites du Dark web, où les utilisateurs bénéficient d'une couverture technique sophistiquée contre l'identification.

### Réseaux sociaux
Les auteurs utilisent Facebook,, et d'autres technologies de médias sociaux,.

### Visiophonie
Le trafic de cybersexe peut utiliser Skype,, et d'autres applications de vidéoconférence,. Les pédophiles pilotent les abus sexuels sur les enfants en utilisant ses services de diffusion en direct,.

## Activités par région

### Australie et Océanie
La police fédérale australienne (AFP) enquête sur les crimes de trafic de cybersexe au pays et dans la région Asie-Pacifique,,. Selon le rapport mondial de l'OSEC de 2020], les Australiens sont les troisièmes plus gros acheteurs de cyber-trafic sexuel d'enfants aux Philippines,.
En 2016, des agents du service de police du Queensland de la force opérationnelle Argos ont exécuté un mandat de perquisition fédéral dans la résidence d'un homme australien de 58 ans. Cet Australien a plaidé coupable face à de nombreuses accusations, notamment pour proxénétisme d'enfants et pour relations sexuelles avec un enfant de moins de 16 ans en dehors de l'Australie,. À l'aide de Skype, l'homme s'est livré à des abus sexuels « en direct à distance », commanditant l'exploitation sexuelle de deux jeunes enfants aux Philippines pour laquelle il payait la mère,. L'exploitation a commencé alors que les enfants n'avaient que 2 et 7 ans, et les abus se sont poursuivis pendant près de cinq ans. En mai 2019, selon la police fédérale australienne (AFP), de nombreux cas d'Australiens ayant payé et piloté des abus sexuels sur des enfants ont également été découverts. En novembre 2019, l'Australie a été alertée de la diffusion en direct d'abus sexuels sur des enfants lorsque l'AUSTRAC a intenté une action en justice contre Westpac Bank à propos de plus de 23 millions de violations présumées de la loi de 2006 sur le blanchiment d'argent et le financement du terrorisme.
Depuis 2017, l'ONG australienne International Justice Mission  travaille sur des réformes juridiques pour renforcer la réponse de l'Australie aux exploitations sexuelles d'enfant en ligne (OSEC). Le 16 juin 2020, les deux chambres du Parlement australien ont adopté un amendement visant à instituer des mesures de protection contre les crimes sexuels visant les enfants et la communauté, qui a été promulgué le 22 juin 2020,. Jacob Sarkodee, PDG d'IJM Australia, a noté que cette nouvelle législation reconnaît la contribution des Australiens à la demande croissante de trafic sexuel d'enfants en ligne. Dans le cadre de la proposition faite par l'IJM, la nouvelle législation précise que les spectateurs de cyber-trafic sexuel d'enfants sont sujets aux mêmes peines que les instigateurs de tels abus.

### Asie de l'Est
L'affaire de la Nth room est une affaire d'exploitation sexuelle en ligne qui a eu lieu entre 2018 et 2020 en Corée du Sud,. Dans des applications de crypto-messagerie telles que Telegram et Discord, « au moins 74 femmes et 16 mineurs ont réalisé des « sex shows » en ligne pour un public mondial de plusieurs milliers de personnes qui ont payé en crypto-monnaie ». Les victimes ont été manipulées et torturées par les téléspectateurs et ont été qualifiées d'esclaves. Cette affaire est liée à la disponibilité généralisée et à l'expansion des caméras espions (souvent appelées " Molka ") en Corée du Sud.
Des femmes et des filles nord-coréennes ont été soumises à des viols vaginaux et anaux, à des attouchements et à des masturbations forcées dans des « tanières de viol en ligne » en Chine,,
En ce qui concerne la traite des femmes nord-coréennes, l'exploitation sexuelle en ligne occupe une part mineure de ces traites, mais en croissance rapide. Des fillettes de 9 ans ont été maltraitées et exploitées dans des « shows sexuels » diffusés en direct en ligne à un public payant, dont beaucoup seraient des hommes coréens,.
Selon la Korea Future Initiative 2019, on estime que 60 % des réfugiées nord-coréennes en Chine sont victimes de traite dans le commerce du sexe, parmi celles-ci, environ 15 % sont vendues à des repaires de cybersexe pour être exploitées par un public mondial en ligne. La répression de la Chine contre les Nord-Coréens sans papiers en juillet 2017 et une industrie du cybersexe en développement ont alimenté l'expansion rapide des tanières du cybersexe.
Le trafic du cybersexe est considéré comme extrêmement lucratif. Selon des recherches primaires, des expériences d'aides et des témoignages de survivants, des vidéos de cybersexe diffusées en direct mettant en vedette des filles nord-coréennes âgées de 9 à 14 ans peuvent coûter entre 60 et 110 dollars, tandis que des vidéos mettant en vedette des filles et des femmes nord-coréennes âgées de 17 à 24 ans peuvent coûter jusqu'à 90 dollars. On pense que les délinquants manipulent les victimes au moyen de la drogue et de la violence (physique et sexuelle). Une enquête menée de février à septembre 2018 a montré que des sites Web sud-coréens faisaient la promotion du cybersexe et de la pornographie nord-coréens, allant jusqu'à l'utilisation de publicités sous forme de fenêtres surgissantes (« pop-up »). La forte demande en victimes nord-coréennes du cybersexe est largement motivée par la forte implication des hommes sud-coréens dans la recherche de pornographie dans leur propre langue,. En Corée du Sud, par rapport aux sanctions imposées pour la production et la distribution d'images d'abus sexuels sur des enfants, les sanctions pour ceux qui possèdent des images de pédopornographie sont bien en deçà des normes internationales.

### Europe
L'Agence de l'Union européenne pour la coopération des services répressifs (Europol) enquête et sensibilise aux abus sexuels diffusés en direct. Le Centre européen de lutte contre la cybercriminalité (EC3) d'Europol est spécialement équipé pour lutter contre la cybercriminalité.
La National Crime Agency (NCA) du Royaume-Uni enquête sur les crimes de trafic cybersexe au pays et à l'étranger,,.
L'Europe était la deuxième plus grande source de signalements d'incitations en ligne (aussi appelé grooming) enregistrés sur la plateforme CyberTipline,. Selon le rapport Global Threat Assessment 2018, émis par l'ONG WeProtect Global alliance, de nombreux clients de l'exploitation sexuelle des enfants en ligne (OSEC) sont concentrés en Europe ; il en est de même des trafiquants et des victimes de cette exploitation.
En 2019, l'Europe représentait 14 % de toute l'exploitation sexuelle dans le monde. Les mineurs victimes de traite dans l'Union européenne le sont généralement  à des fins d'exploitation sexuelle, et la plus grande partie d'entre eux sont des enfants étrangers, principalement des fillettes originaires  du Nigeria. La publicité pour les produits résultant de la cyber-traite des femmes et des enfants est de plus en plus courante, les enfants étant présentés comme étant adultes.
La grande liberté d'Internet et les faibles coûts d'hébergement Web font des Pays-Bas l'un des pays ayant un marché majeur pour l'exploitation sexuelle en ligne. Dans son rapport annuel 2018, l'Internet Watch Foundation (IWF) déclare qu'environ 79 % (82803 sur 105047) des URL utilisées dans des abus sexuels sur des enfants se trouvent en Europe, la grande majorité d'entre elles étant basées aux Pays-Bas. Le matériel est produit à partir de différents pays du monde, mais ils sont tous hébergés sur des serveurs informatiques aux Pays-Bas. L'IWF a signalé que plus de 105 047 URL étaient liées à des images illégales d'abus sexuels sur des enfants, les Pays-Bas hébergeant 47 % du contenu,.
En France, la sensibilisation à ces crimes est récente. Le Tribunal de Paris a une compétence nationale concurrente pour les délits et crimes en live streaming depuis 2019, c'est-à-dire qu'il ne traite que les cas les plus complexes, et portant sur des victimes étrangères, tandis que les cas qui se passent entièrement sur le sol français sont traités par les parquets locaux. La détection des cas se fait en collaboration avec d'autres organismes, tels Tracfin pour les flux financiers suspects, ou l'Office central pour la répression des violences aux personnes. En février 2022, pour 118 signalements impliquant 200 mis en cause français, il n'y a qu'une seule magistrate spécialisée pour 21 procédures ouvertes, et trois cas déjà jugés, tous en correctionnelle. Les besoins sont estimés au triple par la procureure de Paris .

### Amérique du Nord
Le Federal Bureau of Investigation (FBI), et le Homeland Security Investigations (HSI), la branche d'enquête du département de la sécurité intérieure des États-Unis, mènent des opérations de lutte contre le trafic de cybersexualité. Le Bureau de surveillance et de lutte contre la traite des personnes du département d'État des États-Unis (J/TIP) s'associe à des agences et à des organisations à l'étranger pour secourir les victimes de la traite par le cybersexe.

### Asie du Sud-Est
Le Fonds des Nations Unies pour l'enfance (UNICEF) a identifié les Philippines comme étant l'épicentre mondial du trafic de cybersexe, avec potentiellement 8 enfants sur 10 exposés à des risques d'abus sexuels. Le Bureau de la cybercriminalité du ministère philippin de la Justice reçoit des centaines de milliers de signalement de vidéos et d'images d'enfants philippins exploités sexuellement sur Internet, avec une très forte augmentation depuis les périodes de quarantaines dues à la pandémie de covid-19. En 2020, ce nombre de signalements a été multiplié par plus de 10, avec 600 000 cas La police nationale philippine, ainsi que son centre de protection des femmes et des enfants (WCPC), le centre philippin des crimes contre les enfants sur Internet (PICACC), le Conseil interinstitutions philippin contre la traite (IACAT, ministère de la justice (Philippines) et le ministère de la protection sociale et Développement luttent contre le trafic du cybersexe dans le pays, Rancho ni Cristo à Cebu est un refuge consacré exclusivement à la réhabilitation des enfants victimes d'abus sexuels en direct. Les enfants du refuge reçoivent de la nourriture, des soins médicaux, des conseils, du mentorat et une formation aux compétences de vie.
Le groupe de travail sur les crimes contre les enfants sur Internet (TICAC) de la police royale thaïlandaise lutte contre le trafic de cybersexe dans le pays.

## Combattre le crime
Dans la plupart des pays du monde, le tourisme sexuel par webcam est interdit, et tout particulièrement le tourisme sexuel impliquant des enfants,. Toutefois pour une lutte efficace contre ce crime, des adaptations législatives doivent prendre en compte les spécificités de l'univers en ligne et surtout, selon des spécialistes et des ONG internationales investies dans l'aide aux victimes, cette lutte suppose que la police, sans attendre un dépôt de plainte, patrouille dans les lieux de rencontre en ligne, à la recherche des prédateurs sexuels,,. De nouvelles méthodes sont à l'étude en vue de le combattre, à l'exemple de celle mise en œuvre par l'association Terre des hommes en 2013, qui a permis de piéger 20 000 internautes grâce à Sweetie, une fillette philippine virtuelle.

### Technologies
Les autorités, compétentes en criminalistique en ligne, en cryptographie et dans d'autres domaines utilisent l'analyse de données et le partage d'informations pour lutter contre le trafic de cybersexe. L'apprentissage en profondeur, les algorithmes et la reconnaissance faciale sont également espérés pour lutter contre la cybercriminalité. Les boutons de signalisation ou de panique de certains logiciels de visioconférence permettent aux utilisateurs de signaler des personnes suspectes ou des actes d'abus sexuels en direct. L'analyse des transactions financières, dont le montant unitaire est faible, a permis en Australie d'identifier a posteriori des spectateurs ou commanditaires de telles scènes.
Les enquêtes sont parfois entravées par les lois sur la protection de la vie privée qui rendent difficile la surveillance et l'arrestation des auteurs. Les taux de condamnation des auteurs sont faibles.
L'Organisation internationale de police criminelle (OIPC-INTERPOL) recueille des preuves d'abus sexuels diffusés en direct et d'autres crimes sexuels. La Virtual Global Taskforce (VGT) comprend des organismes d'application de la loi du monde entier qui luttent contre la cybercriminalité. Le Fonds des Nations Unies pour l'enfance (UNICEF) finance la formation de la police pour identifier et combattre la cybercriminalité.
Les entreprises technologiques multinationales, telles que Google, Microsoft et Facebook, collaborent, développent des outils numériques et aident les forces de l'ordre à le combattre.
Selon une réflexion d'ensemble menée sur l'utilisation des technologies dans la prévention des délits et abus, l'identification et la protection des victimes, il est important d'intégrer les facultés des trafiquants à contourner les mesures mises en place, et donc d'anticiper au cœur même de la conception des outils les alternatives et réponses possibles.

### Un crime émergent sur le plan légal et des législations à amender
Le droit dans les différents pays est peu apte, sans adaptations rapides, à lutter contre ces crimes. Le cas du Cambodge, où le phénomène se développe rapidement après les Philippines, mais qui ne dispose pas d'une législation lui permettant de s'infiltrer dans des réseaux pour les démanteler, est une illustration du problème. Une autre illustration se retrouve en France, où il est difficile de lutter contre les proxénètes ou les profiteurs des « cam girls », puisque la définition de la prostitution implique l'existence de relations physiques. Il en est de même de la Convention de Lanzarote, dont la définition des abus sexuels sur enfants implique nécessairement, en 2020, l'existence de contacts physiques.
La première personne jugée pour avoir regardé des viols d'enfant en streaming est un Australien, en 2017.

### Éducation
Le ministère malaisien de l'Éducation a introduit la sensibilisation au trafic cybersexuel dans les programmes des écoles secondaires. Les sauvetages d'enfants victimes d'exploitation sexuelle à des fins commerciales par leurs parents impliquent souvent une séparation des mineurs de leur famille et une prise en charge dans un refuge.

## Relation avec d'autres crimes sexuels

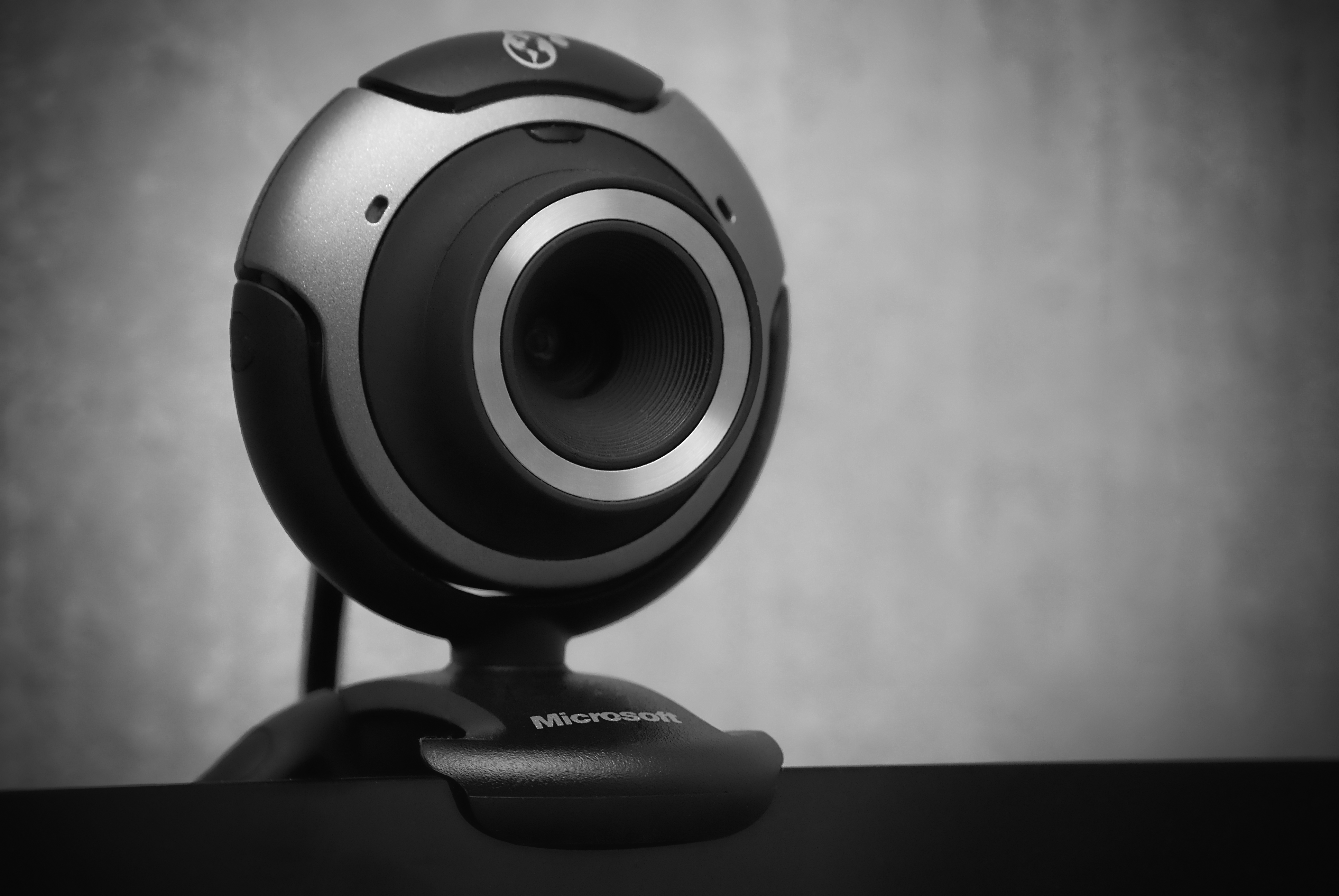
La traite cybersexe se distingue des autres crimes sexuels en ce qu'elle implique la traite de la victime, puis l'utilisation simultanée de logiciels de diffusion en direct et de webcams, y compris celles des smartphones et des tablettes.

Le trafic de cybersexe partage des caractéristiques similaires ou chevauche d'autres crimes sexuels. Cela dit, selon l'avocat Joshua T. Carback, il s'agit d'un « développement unique dans l'histoire de la violence sexuelle » et « distinct à plusieurs égards des conceptions traditionnelles de la pornographie enfantine en ligne et de la traite des êtres humains » La principale particularité est que les victimes sont victimes de traite ou transportées, puis violées ou maltraitées lors de spectacles sexuels retransmis en direct par webcam,,. Pour l'Office des Nations Unies contre la drogue et le crime, ce type de cybercriminalité est un problème émergent. Les retransmissions en streaming illégales se produisent dans des « repaires de cybersexe », qui sont des salles équipées de webcams. La cybercriminalité a parfois été officieusement appelée « viol par webcam »,.
La frontière est poreuse avec les exhibitions librement consenties. Ainsi, les années 2010 ont vu la promotion d'une figure idéalisée de la « camgirl », une femme s'exhibant en toute indépendance pour s'enrichir tout en réalisant ses propres fantasmes sexuels, et cette activité a explosé avec le confinement dû à la pandémie de covid-19. Dans les faits, la majeure partie de ce trafic passe par des sites structurés et exploités par des sociétés prélevant jusqu'à 70 % des paiements des clients ; avec des immeubles entiers équipés pour produire ces « sex shows », le travail relève plus du salariat que du modèle indépendant ; les heures de présence devant la caméra sont alors imposées avec un minimum de huit heures par jour pour un salaire ou des revenus pouvant être nuls. Les actes pratiqués par les « animatrices » doivent répondre à la demande pour qu'elles puissent espérer en tirer un revenu, et leur contenu est souvent suggéré quand il n'est pas imposé. Aussi bien dans les modèles de paiement multi-spectateurs que mono-spectateurs, il est possible aux clients de demander aux femmes d'accomplir certains actes précis ou de prendre à distance le contrôle de sex-toys, réduisant à néant l'indépendance vendue par le modèle idéalisé de la « camgirl ». Enfin, le contenu des retransmissions en direct peut être capté sur vidéo et revendu à des tiers sans que le personne concernée n'ait son mot à dire. Cet ensemble de caractéristiques fait que cette activité est considérée par certaines ONG comme une forme d'exploitation sexuelle en ligne.

## Organisations non-gouvernementales
L'International Justice Mission est l'une des principales organisations à but non lucratif au monde qui mène des initiatives de lutte contre le trafic de cybersexe, End Child Prostitution, Child Pornography and Trafficking of Children for Sexual Purposes (ECPAT), et Peace and Integrity of Creation-Integrated Development Center Inc., une organisation à but non lucratif aux Philippines, soutiennent les opérations d'application de la loi contre le trafic sexuel en ligne.
Le National Center for Missing & Exploited Children aux États-Unis assiste les autorités dans les affaires de trafic cybersexe. Il fournit des rapports CyberTipline aux organismes d'application de la loi.
Terre des hommes est une association internationale à but non lucratif qui lutte contre les abus sexuels d'enfants diffusés en direct,
La Korea Future Initiative est une organisation basée à Londres qui recueille des preuves et fait connaître les violations des droits de l'homme, y compris le trafic cybersexe de femmes et de filles nord-coréennes en Chine.